# Claytonia lanceolata
Claytonia lanceolata är en källörtsväxtart som beskrevs av Frederick Traugott Pursh. Claytonia lanceolata ingår i släktet vårskönor, och familjen källörtsväxter.

## Underarter
Arten delas in i följande underarter:
- C. l. chrysantha
- C. l. idahoensis
- C. l. peirsonii
- C. l. sessilifolia

## Bildgalleri

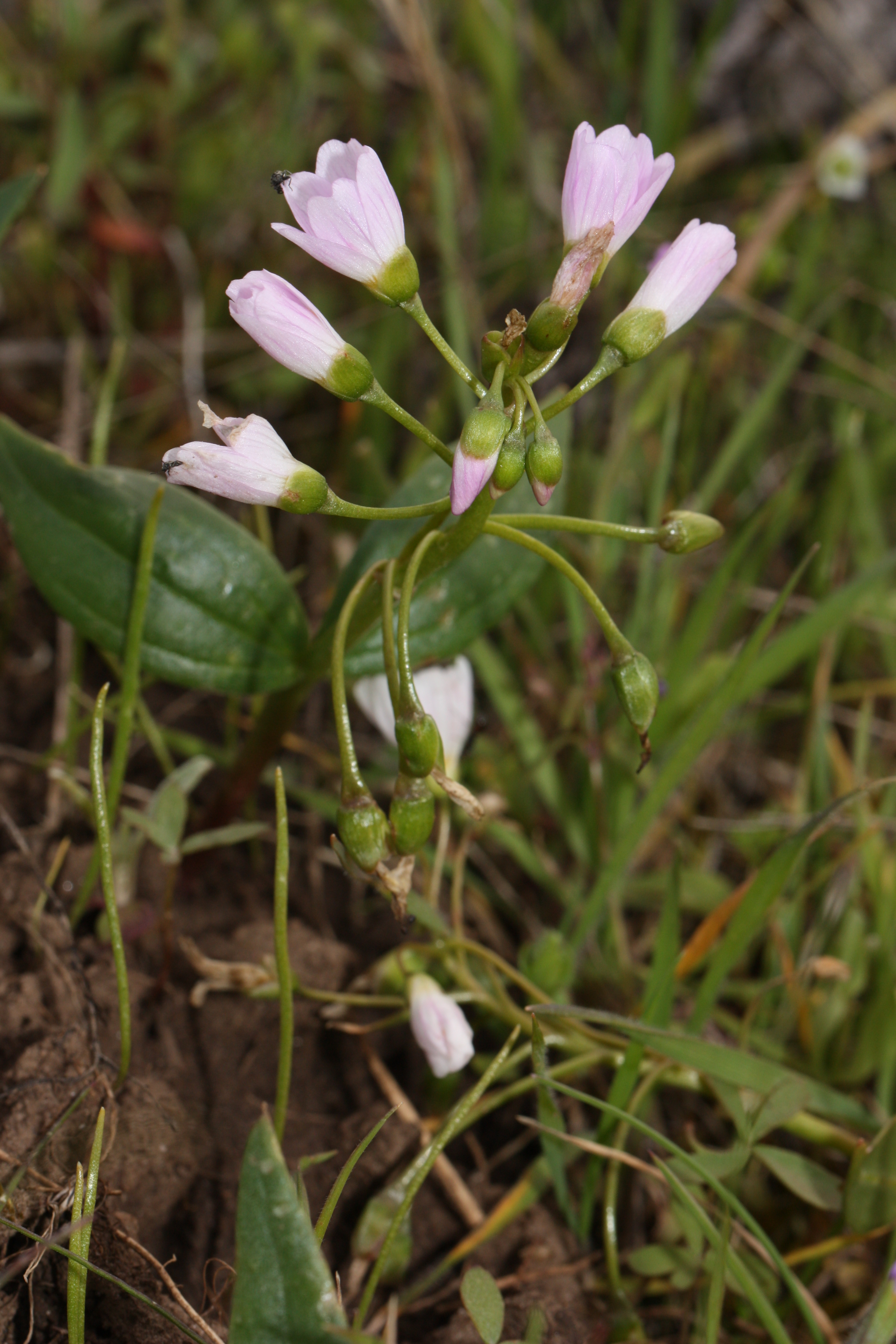
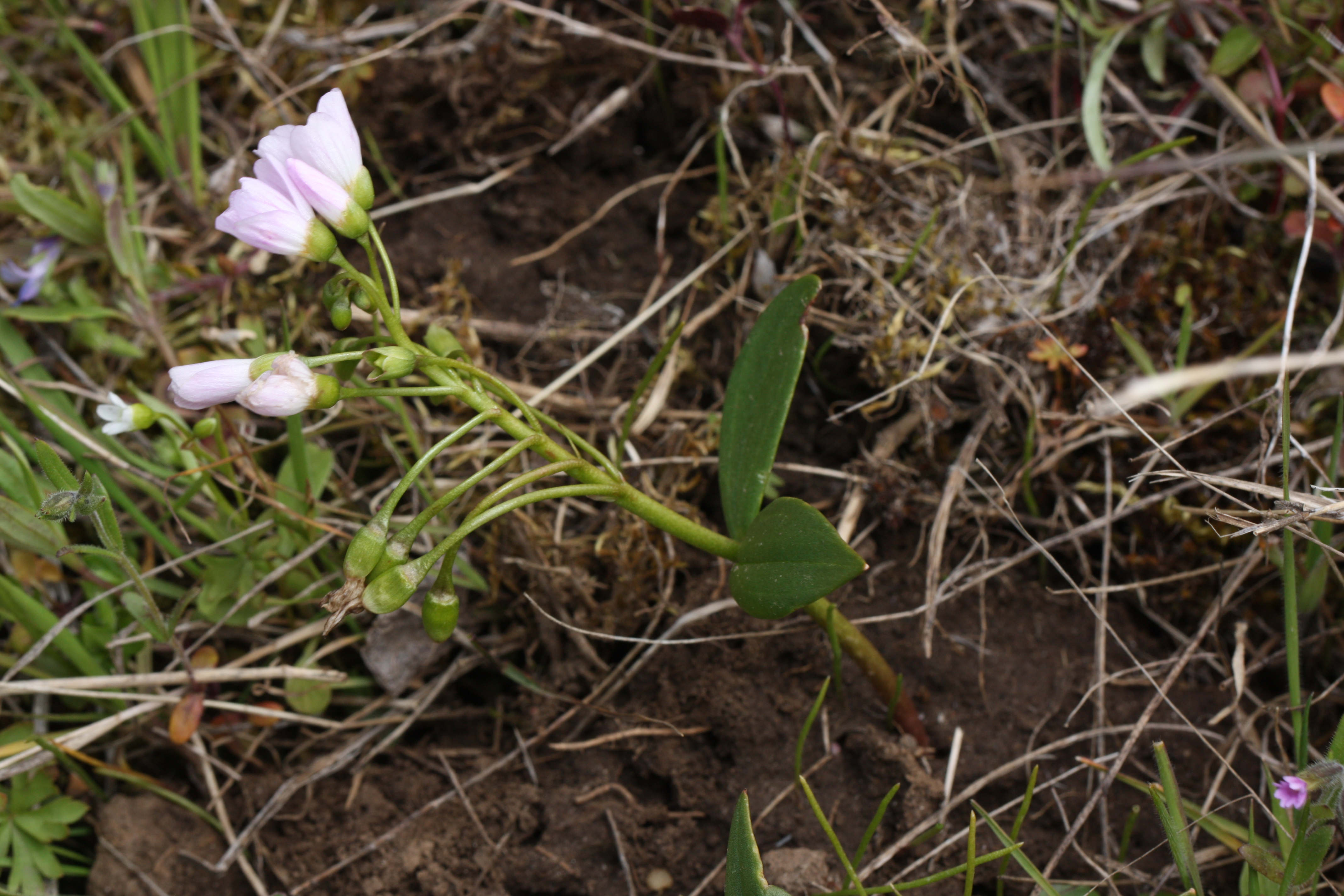
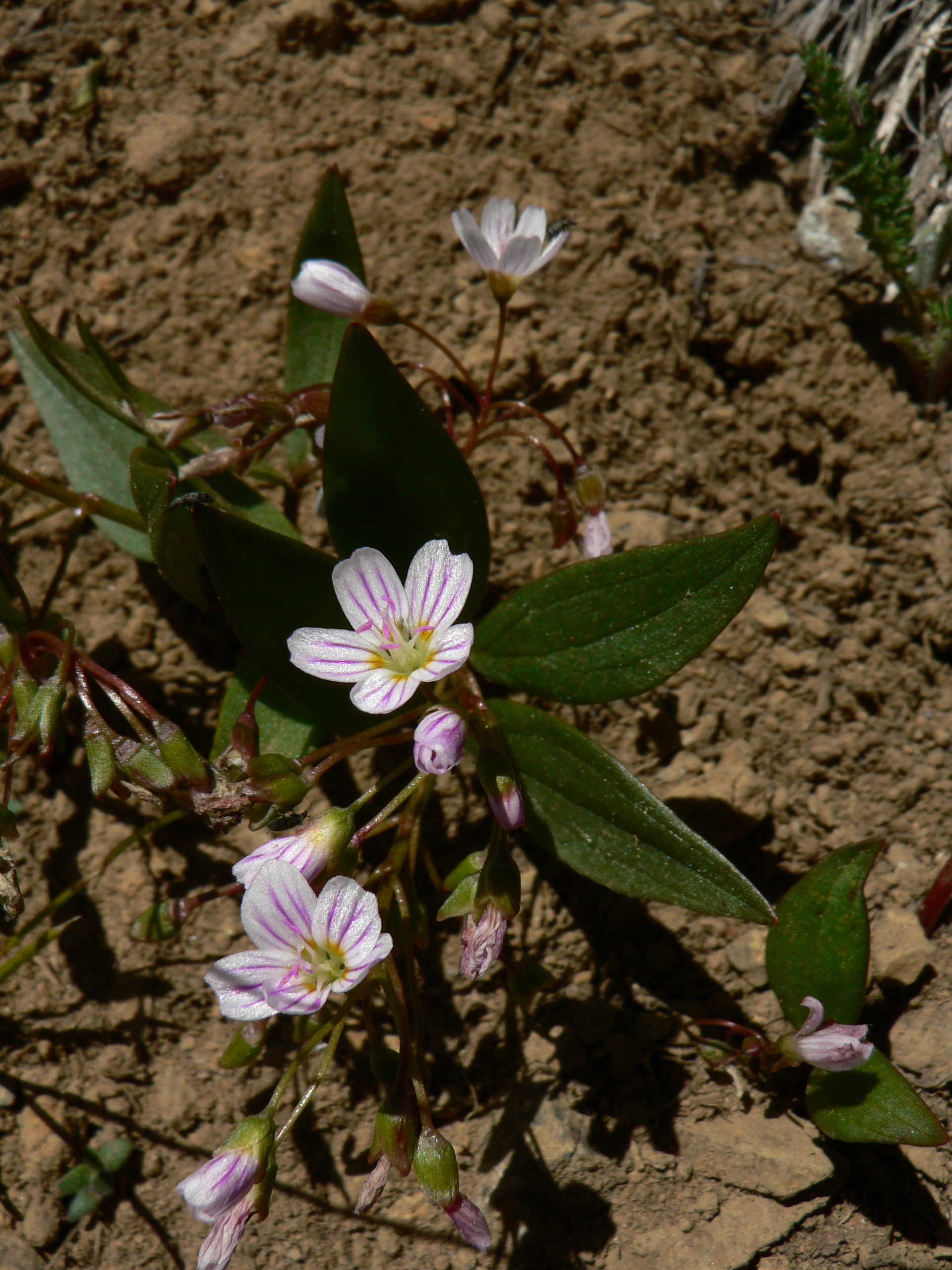
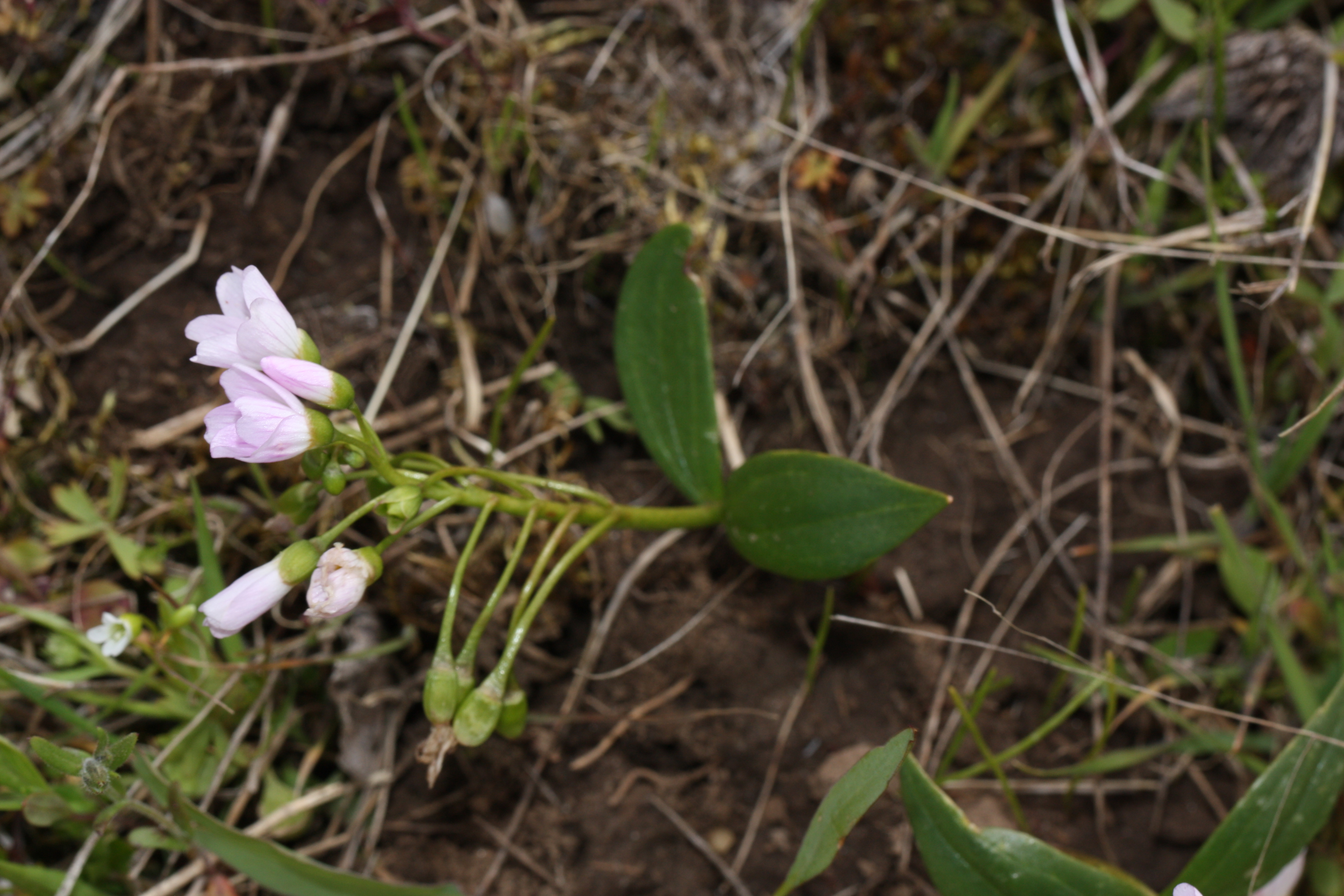
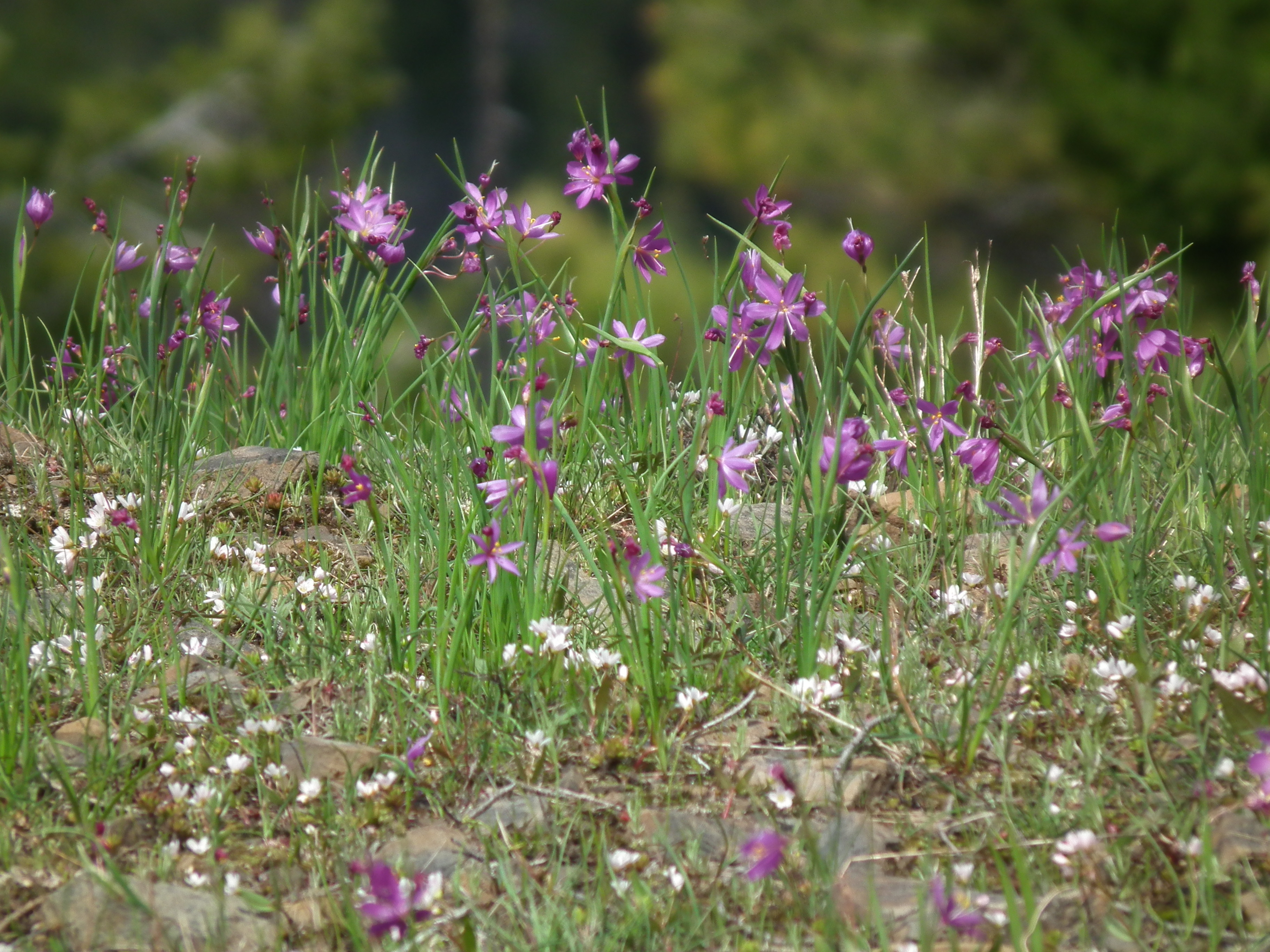
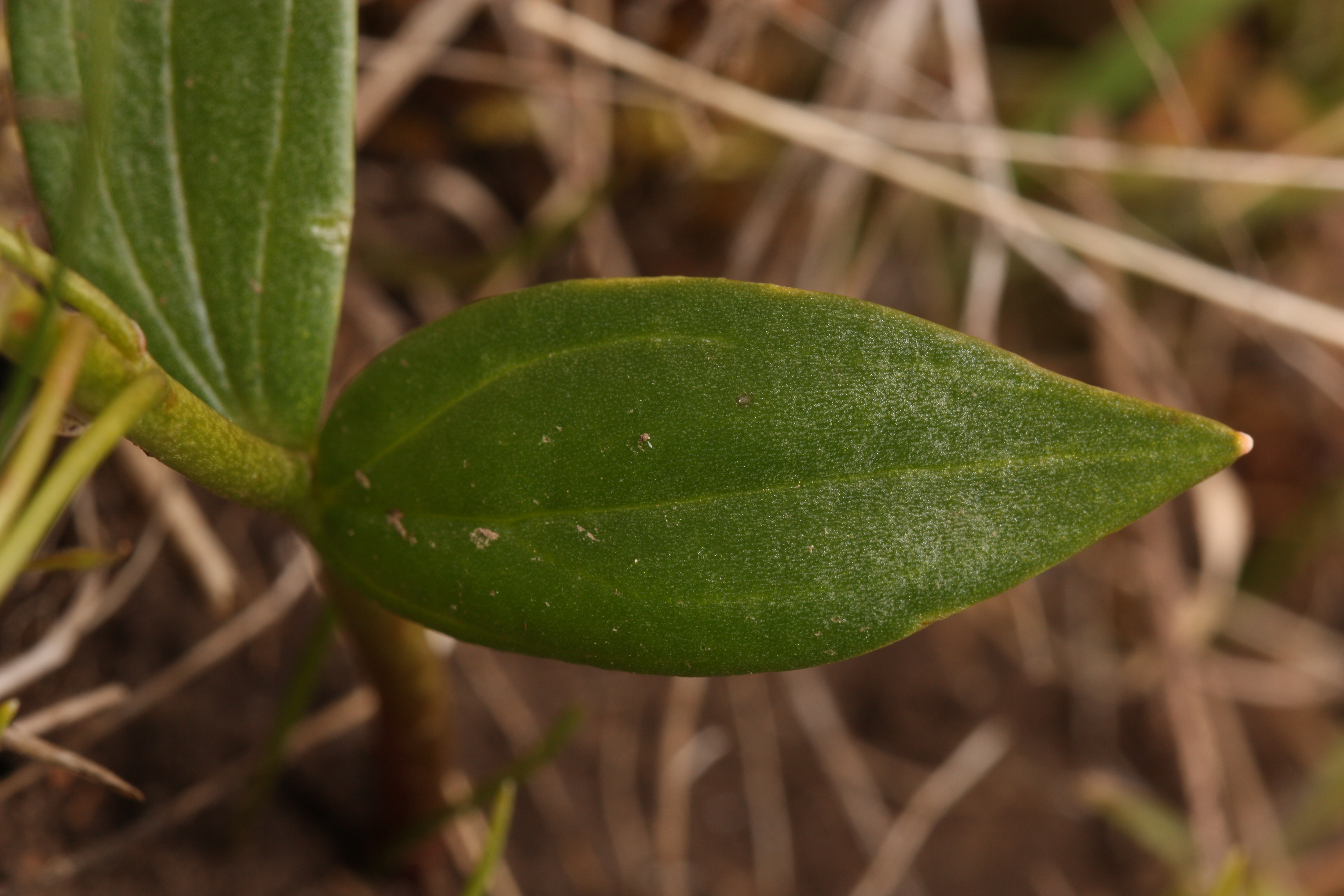